# Фортецца
Фортецца (італ. Fortezza, нім. Franzenfeste Франценфесте) — муніципалітет в Італії, у регіоні Трентіно-Альто-Адідже,  провінція Больцано.
Фортецца розташована на відстані близько 550 км на північ від Рима, 90 км на північний схід від Тренто, 38 км на північний схід від Больцано.
Населення — 984 особи (2014).

## Демографія
Населення за роками:

Станом на 1 січня 2023 року в муніципалітеті офіційно проживало 309 іноземців з 36 країн, серед них 56 громадян країн Євросоюзу та 4 громадяни України.

## Сусідні муніципалітети
- Кампо-ді-Тренс
- Нац-Шіавес
- Ріо-ді-Пустерія
- Сарентіно
- Варна